# Stanisława Prządka
Stanisława Alicja Prządka (Karczmiska; 6 de Maio de 1943 — ) é um político da Polónia. Ela foi eleito para a Sejm em 25 de Setembro de 2005 com 7674 votos em 18 no distrito de Siedlce, candidato pelas listas do partido Sojusz Lewicy Demokratycznej.
Ele também foi membro da Sejm 2001-2005.